# Herbário Virtual da Australásia
O Herbário Virtual da Australásia (em inglês Australasian Virtual Herbarium e AVH) é um recurso online que permite o acesso a dados de espécimes de plantas mantidos por vários herbários australianos e neozelandeses. Faz parte do Atlas of Living Australia (ALA), e foi formado pela fusão do Herbário Virtual da Austrália e do Herbário Virtual da Nova Zelândia.  A partir de 12 de agosto de 2014, mais de cinco milhões de espécimes dos 8 milhões ou mais de espécimes disponíveis nas instituições participantes foram armazenados em bancos de dados.

## Usos
Este recurso é utilizado por académicos, estudantes e qualquer pessoa interessada em pesquisas em botânica na Austrália ou Nova Zelândia, pois cada registo conta tudo o que se sabe sobre o espécime: onde e quando foi coletado; por quem; sua identificação atual junto ao botânico que a identificou; e informações sobre habitat e espécies associadas. A ALA post processa os dados originais do herbário, fornecendo mais campos com relação à taxonomia e qualidade dos dados.  Ao interrogar registos de espécimes individuais, as sobreposições ambientais mostram o teste de canivete reverso para ver se o espécime é um valor discrepante em relação ao clima e outras camadas ambientais. Ver, por exemplo, MEL 0304065A (Scaevola amblyanthera).
Todos os registos podem ser baixados na íntegra, por qualquer pessoa. Exemplos do uso desses registos podem ser encontrados em
- artigos de periódicos sobre: por exemplo, aquecimento do mar;[10]  biogeografia marinha;[11] acácias;[12] ervas daninhas;[13][14] determinação de regiões fitogeográficas via composição de espécies;[15] desenvolvimentos de plantações de biodiversidade adequadas às mudanças nas condições climáticas;[16] filogenética e conservação;[17] e questões estatísticas que surgem ao usar dados de herbários[18]
- alguns mapas de distribuição da Wikipédia para, por exemplo, Tribonanthes violacea, Blancoa canescens e Haemodorum coccineum.

Uma pesquisa no google acadêmico, usando a frase Australia's Virtual Herbarium, mostra que mais de 200 artigos (até 3 de maio de 2018) foram publicados usando dados desse recurso.

## Herbários participantes
- O Herbário Estadual da Austrália do Sul (AD), Departamento de Meio Ambiente, Água e Recursos Naturais
- Museu Memorial da Guerra de Auckland (AK)
- The Queensland Herbarium (BRI), Departamento de Ciência, Tecnologia da Informação e Inovação (DSITI)
- O Australian National Herbarium (CANB), Centro de Pesquisa em Biodiversidade de Plantas, CSIRO Plant Industry e o Australian National Botanic Gardens
- Herbário da Universidade de Canterbury (CANU), Universidade de Canterbury
- The Allan Herbarium (CHR), Landcare Research NZ Ltd
- O Australian Tropical Herbarium (CNS), uma joint venture da CSIRO Plant Industry e do Director National Parks (através do Australian National Herbarium), o Governo de Queensland (através do Queensland Herbarium e do Departamento de Ciência, Tecnologia da Informação, Inovação e Artes ( DSITIA)) e Universidade James Cook
- O Herbário do Território do Norte, em Darwin (DNA) e Alice Springs (NT), Departamento de Meio Ambiente e Recursos Naturais
- O Herbário da Tasmânia (HO), Museu e Galeria de Arte da Tasmânia, Departamento de Crescimento do Estado
- O Herbário da Universidade James Cook (JCT), Universidade James Cook
- O Herbário da Universidade de Lincoln (LINC), Universidade de Lincoln
- Herbário da Universidade La Trobe (LTB)
- O Herbário Nacional de Victoria (MEL), Royal Botanic Gardens Victoria
- Herbário da Universidade de Melbourne (MELU)
- Herbário Dame Ella Campbell (MPN), Universidade Massey
- Herbário NCW Beadle (NE), Universidade da Nova Inglaterra
- O Herbário Nacional de Nova Gales do Sul (NSW), Botanic Gardens Trust
- Herbário Florestal da Nova Zelândia (NZFRI), SCION
- The New Zealand Fungarium (PDD), Landcare Research NZ Ltd
- O Herbário da Austrália Ocidental (PERTH), Departamento de Biodiversidade, Conservação e Atrações
- O Herbário (UNITEC), Instituto de Tecnologia da Unitec
- The Herbarium (WELT), Museu da Nova Zelândia – Te Papa Tongarewa
- O Herbário Janet Cosh (WOLL), A Universidade de Wollongong

Herbários e seus códigos podem ser encontrados na lista de herbários da Wikipédia, baseada no índice continuamente atualizado do Jardim Botânico de Nova Iorque.

## História
Os planos para o Herbário Virtual da Austrália foram anunciados em 2001. Um artigo de Tim Entwisle em 2003 mostra que ainda estava em grande parte na fase de planeamento naquela época, embora os usos projetados para preservação da biodiversidade no oeste de Nova Gales do Sul já fossem visíveis.